# Корсья, Лоран
Лоран Корсья (фр. Laurent Korcia, 7 ноября 1964, Париж) — французский скрипач-виртуоз.

## Годы учебы
Учился в Парижской консерватории у Мишель Оклер, ученицы Тибо и Энеску. Затем закончил Королевский музыкальный колледж в Лондоне.

## Репертуар
Исполняет произведения композиторов XIX—XX в. (наиболее известны его интерпретации сочинений Бартока), джазовую музыку. Сыграл все шесть сонат Изаи, первым исполнил Сонату для скрипки соло Хенце, скрипичный концерт Exultet Эдит Кана де Шизи и др.

## Признание
Премии на конкурсе Паганини, конкурсе Жака Тибо, конкурсе Зино Франческатти и др. Виктуар де ля мюзик (2002). Кавалер Ордена искусств и литературы (2002).
Снят вместе с другими мастерами в документальном фильме Брюно Монсенжона Скрипичное искусство (2000, см.: ).